# Proces barceloński
Partnerstwo Eurośródziemnomorskie, proces barceloński – platforma współpracy państw członkowskich Unii Europejskiej oraz 12 państw basenu Morza Śródziemnego (Maroko, Algieria, Tunezja, Egipt, Izrael, Autonomia Palestyńska, Liban, Jordania, Syria, Turcja) zainicjowana w Barcelonie w 1995 roku. Współpraca obejmuje trzy dziedziny: kwestie polityczne i bezpieczeństwo, gospodarkę i finanse oraz partnerstwo społeczne, kulturalne i humanitarne.
Od listopada 1995 w ramach tzw. procesu barcelońskiego Wspólnota Europejska buduje wraz z 12 państwami Magrebu (Maroko, Algieria, Tunezja, Egipt) i Bliskiego Wschodu strefę pokoju i stabilizacji. W zakresie Wspólnej Polityki Handlowej proces barceloński miał doprowadzić do stworzenia w 2010 roku strefy wolnego handlu poprzez zawarcie umów stowarzyszeniowych z państwami śródziemnomorskimi. Malta i Cypr są już w UE.

## Unia na rzecz Regionu Morza Śródziemnego

Członkowie proponowanej Unii na rzecz Regionu Morza Śródziemnego

14 marca 2008 podczas szczytu Rady Europejskiej został zaakceptowany przez przywódców państw UE wstępny projekt utworzenia Unii na rzecz Regionu Morza Śródziemnego. Przyjęta wersja projektu zakładała wejście w struktury Unii na rzecz Regionu Morza Śródziemnego wszystkich państw członkowskich UE, podczas gdy pierwotna wersja prezydenta Francji Nicolasa Sarkozy’ego mówiła o przystąpieniu do niej jedynie państw Unii położonych nad Morzem Śródziemnym. Rozszerzenie projektu na całą Unię Europejską nastąpiło po interwencji kanclerz Niemiec Angeli Merkel.